# Сумбу Каламбай
Сумбу Каламбай (англ. Herol Graham; 10 квітня 1956, Елізабетвіль) — італійський професійний боксер конголезького походження, чемпіон світу за версією WBA (1987-1989) і чемпіон Європи за версією EBU (1987, 1990-1992) у середній вазі.

## Професіональна кар'єра
Сумбу Каламбай народився у Бельгійському Конго, в молодості переїхав до Італії, де і почав займатися боксом. Дебютував на профірингу 1980 року. 19 грудня 1985 року вийшов на бій за титул чемпіона Європи за версією EBU у середній вазі проти Аюба Калуле (Уганда) і програв розділеним рішенням суддів.
26 травня 1987 року здобув титул чемпіона Європи за версією EBU у середній вазі, здолавши одностайним рішенням суддів Герола Грема (Велика Британія). В наступному бою 23 жовтня 1987 року в бою проти Айрена Барклі (США) одностайним рішенням суддів завоював вакантний титул чемпіона світу за версією WBA. Провів три вдалі захисти проти американців Майка Маккаллума, Роббі Сімса і Дага Девітто, після чого втратив титул, відмовившись битися з іншими претендентами на титул за версією WBA заради бою з непереможним чемпіоном за версією IBF Майклом Нанном. 25 березня 1989 року Сумбу Каламбай був нокаутований Нанном у першому раунді першим ударом. Бій отримав звання нокаут року за версією журналу Ринг.
24 січня 1990 року вдруге завоював титул чемпіона Європи за версією EBU. 1 квітня 1991 року в бою за титул чемпіона світу за версією WBA вдруге зустрівся з Майком Маккаллумом і зазнав поразки розділеним рішенням. 1992 року Каламбай, захищаючи звання чемпіона Європи, здобув перемоги над Геролом Гремом і майбутнім чемпіоном світу ірландцем Стівом Коллінзом.
19 травня 1993 року вийшов на бій за вакантний титул чемпіона світу за версією WBO проти Кріса Паєтт (Велика Британія) і зазнав поразки, після чого вирішив завершити кар'єру.